# 冰上郡
冰上郡（日语：／ Hikami gun */?）是過去位於兵庫縣東北部的郡，已於2004年11月1日因無管轄町村而被廢除。
過去的範圍相當於現在的丹波市的全部區域。

## 歷史
在令制國時代屬於丹波國，位於丹波國的最西端，戰國時代被稱為「丹波的赤鬼」的赤井直正即以本地春日地區的黑井城為據點，後被織田信長派遣明智光秀攻下，成為明智光秀的領地，並安排由家臣齋藤利三治理。江戶時代後，郡內大部分地區成為丹波柏原藩織田氏的領地。
19世紀末江戶時代結束之際，冰上郡境內主要為丹波柏原藩和幕府的領地，另有少部分區域屬於丹波龜山藩、鶴牧藩、三田藩、山上藩、湯長谷藩。
隨著1868年幕府的結束及接著實施的廢藩置縣政策，轄內地區曾先後分屬京都裁判所、久美濱縣、龜山縣、三田縣、山上縣、湯長谷縣，直到1871年全數被整併到豐岡縣內，1876年再次整併到兵庫縣。
1879年實施郡區町村編制法，正式的設置了近代的行政區劃「冰上郡」，郡役所設於柏原町。

### 沿革

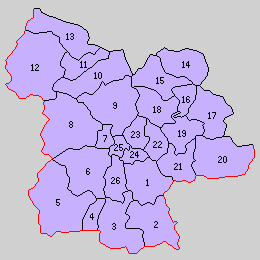
1889年冰上郡轄下的行政區劃
1.柏原町 2.上久下村 3.久下村 4.小川村 5.和田村 6.沼貫村 7.成松村 8.葛野村 9.油良村 10.蘆田村 11.佐治村 12.神樂村 13.遠阪村 14.竹田村 15.前山村 16.吉見村 17.鴨庄村 18.美和村 19.春日部村 20.大路村 21.國領村 22.黑井村 23.船城村 24.石生村 25.本鄉村 26.新井村

- 1889年4月1日：實施町村制，冰上郡下設：柏原町（日语：柏原町）、上久下村（日语：上久下村）、久下村（日语：久下村 (兵庫県)）、小川村（日语：小川村 (兵庫県)）、和田村（日语：和田村 (兵庫県)）、沼貫村（日语：沼貫村）、成松村、葛野村（日语：葛野村）、油良村、蘆田村（日语：芦田村 (兵庫県)）、佐治村、神樂村（日语：神楽村）、遠阪村（日语：遠阪村）、竹田村（日语：竹田村 (兵庫県)）、前山村（日语：前山村 (兵庫県)）、吉見村（日语：吉見村 (兵庫県)）、鴨村、美和村（日语：美和村 (兵庫県)）、春日部村（日语：春日部村）、大路村（日语：大路村）、國領村（日语：国領村）、黑井村、船城村（日语：船城村）、石生村（日语：石生村 (兵庫県)）、本鄉村（日语：本郷村 (兵庫県)）、新井村（日语：新井村 (兵庫県)）。（1町25村）
- 1891年01月10日：油良村改名為幸世村（日语：幸世村）。
- 1896年07月1日：實施郡制（日语：郡制），設立郡參事會（日语：郡参事会）。
- 1907年12月1日：石生村和本鄉村合併為新設立的生鄉村。（1町24村）
- 1912年10月1日：成松村改制為成松町（日语：成松町）。（2町23村）
- 1921年10月1日：佐治村改制為佐治町（日语：佐治町）。（3町22村）
- 1923年04月1日：
  - 廢除郡會和郡參事會。
  - 黑井村改制為黑井町（日语：黒井町）。（4町21村）
- 1926年7月1日：廢除郡役所，此後郡不再作為行政區劃，只作為地名的表示。
- 1955年03月20日：（5町12村）
  - 黑井町、春日部村、大路村、國領村、船城村合併為春日町（日语：春日町 (兵庫県)）。
  - 竹田村、前山村、吉見村、鴨庄村、美和村合併為市島町（日语：市島町）。
- 1955年4月1日：佐治町、蘆田村、神樂村、遠阪村合併為青垣町。（5町9村）
- 1955年7月21日：上久下村、久下村、小川村合併為山南町（日语：山南町）。（6町6村）
- 1955年7月23日：成松町、沼貫村、葛野村、幸世村、生鄉村合併為冰上町（日语：氷上町）。（6町2村）
- 1955年10月1日：柏原町和新井村合併為新設立的柏原町。（6町1村）
- 1957年03月31日：山南町和和田村合併為新設立的山南町。（6町）
- 2004年11月1日：柏原町、冰上町、青垣町、春日町、山南町、市島町合併為丹波市，並脫離冰上郡；同時冰上郡因無管轄町村而被廢除。

### 變遷表
| 1889年4月1日 | 1889年-1926年        | 1926年-1944年        | 1944年-1954年        | 1954年-1989年        | 1954年-1989年        | 1989年-現在          | 現在                 |
| ------------ | -------------------- | -------------------- | -------------------- | -------------------- | -------------------- | -------------------- | -------------------- |
| 柏原町       | 柏原町               | 柏原町               | 柏原町               | 1955年10月1日 柏原町 | 1955年10月1日 柏原町 | 2004年11月1日 丹波市 | 2004年11月1日 丹波市 |
| 新井村       |                      |                      |                      | 1955年10月1日 柏原町 | 1955年10月1日 柏原町 | 2004年11月1日 丹波市 | 2004年11月1日 丹波市 |
| 上久下村     | 上久下村             | 上久下村             | 上久下村             | 1955年7月21日 山南町 | 1957年3月31日 山南町 | 2004年11月1日 丹波市 | 2004年11月1日 丹波市 |
| 久下村       |                      |                      |                      | 1955年7月21日 山南町 | 1957年3月31日 山南町 | 2004年11月1日 丹波市 | 2004年11月1日 丹波市 |
| 小川村       |                      |                      |                      | 1955年7月21日 山南町 | 1957年3月31日 山南町 | 2004年11月1日 丹波市 | 2004年11月1日 丹波市 |
| 和田村       |                      |                      |                      |                      | 1957年3月31日 山南町 | 2004年11月1日 丹波市 | 2004年11月1日 丹波市 |
| 沼貫村       | 沼貫村               | 沼貫村               | 沼貫村               | 1955年7月23日 冰上町 | 1955年7月23日 冰上町 | 2004年11月1日 丹波市 | 2004年11月1日 丹波市 |
| 成松村       | 1912年10月1日 成松町 | 1912年10月1日 成松町 | 1912年10月1日 成松町 | 1955年7月23日 冰上町 | 1955年7月23日 冰上町 | 2004年11月1日 丹波市 | 2004年11月1日 丹波市 |
| 葛野村       |                      |                      |                      | 1955年7月23日 冰上町 | 1955年7月23日 冰上町 | 2004年11月1日 丹波市 | 2004年11月1日 丹波市 |
| 油良村       | 1891年1月10日 幸世村 | 1891年1月10日 幸世村 | 1891年1月10日 幸世村 | 1955年7月23日 冰上町 | 1955年7月23日 冰上町 | 2004年11月1日 丹波市 | 2004年11月1日 丹波市 |
| 石生村       | 1907年12月1日 生鄉村 | 1907年12月1日 生鄉村 | 1907年12月1日 生鄉村 | 1955年7月23日 冰上町 | 1955年7月23日 冰上町 | 2004年11月1日 丹波市 | 2004年11月1日 丹波市 |
| 本鄉村       | 1907年12月1日 生鄉村 | 1907年12月1日 生鄉村 | 1907年12月1日 生鄉村 | 1955年7月23日 冰上町 | 1955年7月23日 冰上町 | 2004年11月1日 丹波市 | 2004年11月1日 丹波市 |
| 蘆田村       | 蘆田村               | 蘆田村               | 蘆田村               | 1955年4月1日 青垣町  | 1955年4月1日 青垣町  | 2004年11月1日 丹波市 | 2004年11月1日 丹波市 |
| 佐治村       | 1921年10月1日 佐治町 | 1921年10月1日 佐治町 | 1921年10月1日 佐治町 | 1955年4月1日 青垣町  | 1955年4月1日 青垣町  | 2004年11月1日 丹波市 | 2004年11月1日 丹波市 |
| 神樂村       |                      |                      |                      | 1955年4月1日 青垣町  | 1955年4月1日 青垣町  | 2004年11月1日 丹波市 | 2004年11月1日 丹波市 |
| 遠阪村       |                      |                      |                      | 1955年4月1日 青垣町  | 1955年4月1日 青垣町  | 2004年11月1日 丹波市 | 2004年11月1日 丹波市 |
| 竹田村       | 竹田村               | 竹田村               | 竹田村               | 1955年3月20日 市島町 | 1955年3月20日 市島町 | 2004年11月1日 丹波市 | 2004年11月1日 丹波市 |
| 前山村       |                      |                      |                      | 1955年3月20日 市島町 | 1955年3月20日 市島町 | 2004年11月1日 丹波市 | 2004年11月1日 丹波市 |
| 吉見村       |                      |                      |                      | 1955年3月20日 市島町 | 1955年3月20日 市島町 | 2004年11月1日 丹波市 | 2004年11月1日 丹波市 |
| 鴨村         |                      |                      |                      | 1955年3月20日 市島町 | 1955年3月20日 市島町 | 2004年11月1日 丹波市 | 2004年11月1日 丹波市 |
| 美和村       |                      |                      |                      | 1955年3月20日 市島町 | 1955年3月20日 市島町 | 2004年11月1日 丹波市 | 2004年11月1日 丹波市 |
| 春日部村     | 春日部村             | 春日部村             | 春日部村             | 1955年3月20日 春日町 | 1955年3月20日 春日町 | 2004年11月1日 丹波市 | 2004年11月1日 丹波市 |
| 大路村       |                      |                      |                      | 1955年3月20日 春日町 | 1955年3月20日 春日町 | 2004年11月1日 丹波市 | 2004年11月1日 丹波市 |
| 國領村       |                      |                      |                      | 1955年3月20日 春日町 | 1955年3月20日 春日町 | 2004年11月1日 丹波市 | 2004年11月1日 丹波市 |
| 黑井村       | 1923年4月1日 黑井町  | 1923年4月1日 黑井町  | 1923年4月1日 黑井町  | 1955年3月20日 春日町 | 1955年3月20日 春日町 | 2004年11月1日 丹波市 | 2004年11月1日 丹波市 |
| 船城村       |                      |                      |                      | 1955年3月20日 春日町 | 1955年3月20日 春日町 | 2004年11月1日 丹波市 | 2004年11月1日 丹波市 |